# 蓮田善明
蓮田 善明（はすだ ぜんめい、1904年（明治37年）7月28日 - 1945年（昭和20年）8月19日）は、日本の国文学者、国学研究者、文芸評論家、国語教員、詩人、軍人。出身は熊本県。広島文理科大学国語国文学科卒業。文武両道の人として知られる。
広島高等師範学校時代、斎藤清衛の門下となり、同校出身の清水文雄、栗山理一、池田勉と共に同人月刊誌『文藝文化』を創刊。日本浪曼派として活躍した。のちに同人に加わった青年期の三島由紀夫に期待をかけ思想形成に多大の影響を与えたことでも知られる。
陸軍中尉でもあった蓮田は、太平洋戦争時の出征地・イギリス領マラヤのジョホールバルにおいて、敗戦直後の連隊長の変節ぶりに憤り、隊長を射殺。その直後自身も同じ拳銃で自決した。
著書に『鴎外の方法』『預言と回想』『古事記学抄』『本居宣長』『花のひもとき』『鴨長明』『神韻の文学』、他に小説的作品『有心』などがある。

## 生涯

### 出生の地
1904年（明治37年）7月28日、熊本県鹿本郡植木町14（現・熊本市北区）の浄土真宗大谷派本願寺末寺の金蓮寺住職の父・蓮田慈善と、母・フジの三男として誕生。兄2人（為明、道明）、姉2人（キク、文子）がいた。
植木町には、西南戦争最大の激戦地・田原坂があり、町のはずれにある千本桜付近は、少佐・乃木希典が西郷軍に軍旗を奪われた場所である。植木町鐙田には鐙田杵築神社もあるが、この鐙田杵築神社と新開大神宮を尊崇していた林桜園は、熊本神風連の師であった。善明は杵築神社の宮司の息子と親友同士だった。

### 国文学への目覚め
1917年（大正6年）3月、植木尋常小学校を卒業し、4月に熊本県立中学済々黌（現・熊本県立済々黌高等学校）に入学。1年生の時に級友の丸山學（のち広島高等師範学校教授を経て熊本商科大学学長）、中川軍太郎らと回覧雑誌『護謨樹（ゴムノキ）』を作り、短歌・俳句・詩を発表して文芸に親しむようになった。
1918年（大正7年）の9月から肋膜炎に罹り、翌1919年（大正8年）3月まで休学した。詩「人は死ぬものである」の内容から、独特の死生観を思索し、少年期から徹底した悟達ぶりが見て取れる。その後『護謨樹』に板井一明が参加し、新たに『耕土』を発行して卒業後も続けた。
1923年（大正12年）3月、中学済々黌を卒業し、4月に広島高等師範学校（現・広島大学教育学部の母体）文科第一部（国語漢文専攻）に入学。国文学の教授・斎藤清衛博士から強い影響を受け、古典精神へ傾倒していった。蓮田は同校の学芸部の校友会誌『曠野』の編集委員となり、詩や小説、評論などを発表。その文名を謳われた。学芸部の代表委員をしていた4年の時の後輩に2年の清水文雄（年齢は清水が最年長）、1年の栗山理一、池田勉がいた。

### 教員と執筆活動
1927年（昭和2年）3月、広島高等師範学校を卒業すると、そのまま鹿児島歩兵第45連隊に幹部候補生として10か月間入隊した。1928年（昭和3年）1月31日に除隊した後、4月に岐阜県立第二中学校（現・岐阜県立加納高等学校）に教員として赴任。同年6月に郷里・植木町の医師・師井淳吾の娘・敏子と結婚した。4歳年下の敏子とは小学生の時から顔見知りで、敏子の父親が開業する医院に、熊蜂に刺された小学校5年生の蓮田少年が来院したこともあった。
1929年（昭和4年）4月、長野県立諏訪中学校（現・長野県諏訪清陵高等学校）に転任するが、1931年（昭和6年）2月から雑誌『国語と国文学』に評論を発表し初めていた蓮田は向学心に燃え、1932年（昭和7年）3月に同校を退職し、4月に、27歳で広島文理科大学（現・広島大学の文学部、教育学部、理学部の構成母体）国語国文学科に入学した。この年に上海事変が始まり、五・一五事件が起こった。
翌1933年（昭和8年）9月、蓮田は同人研究紀要『国文学試論』を春陽堂から発行した。この『国文学試論』の同人は、清水文雄、栗山理一、池田勉を加えた4人で、のちの『文藝文化』の母胎となる。この時、清水は成城高等学校（現・成城大学）に赴任して2年目で、栗山は大阪府立中学校の教師になったばかりであった。
1935年（昭和10年）3月に広島文理科大学を卒業し、4月に台中商業学校に赴任し、妻子と共に台湾に渡った。翌1936年（昭和11年）8月に大阪堺市の栗山理一宅で、伊東静雄と初めて逢った。この年の2月に二・二六事件が起こり、翌1937年（昭和12年）には支那事変が勃発して日中戦争となった。執筆活動は『国文学試論』の他、『国語と国文学』などで続けられた。

### 『文藝文化』創刊
1938年（昭和13年）4月、成城高等学校（現・成城大学）の教授に転任。住居を東京市世田谷区祖師谷2丁目に移した。成城高等学校は清水文雄が勤務していたが、清水の学習院中等科転任により、蓮田が後任となった形であった。
転任早々、清水文雄、栗山理一、池田勉と共に、「自ら神となって文学を新しくする日本に」という日本学の樹立のために「日本文学の会」を結成。同年7月に、蓮田を編集兼名義人として同会の国文学月刊誌『文藝文化』を創刊し、7月28日から4日間、高野山において「日本文学講筵」を開催した。
誌名の由来は、斎藤清衛から『文學道』はどうだと提案されたことと、蓮田ら同人が尊敬していた垣内松三の『国語文化』という雑誌があったことから、それらをヒントにして名付けた。この年には、同じく日本浪曼派の保田與重郎が、林房雄、萩原朔太郎、浅野晃、佐藤春夫らと共に、『新日本』を創刊している。『文藝文化』は、『日本浪曼派』（1935年3月創刊）、『コギト』（1932年3月創刊）と並列して位置づけられる雑誌となり、日本浪曼派の一翼を担った。
同年10月17日、蓮田は召集を受けて、20日に熊本歩兵第13連隊に入隊。初めて戦場に赴く前に蓮田は池田勉に向かって、「日本人はまだ戦ひに行くことの美しさを知らない」と言って微笑んだという。18日、伊東静雄は熊本へ向かう蓮田を大阪駅頭に迎えて、「おほきみにささげしいのち」と、壮行の辞を鉛筆で蓮田の日記帳に記した。蓮田は応召のかたわら、「青春の詩宗――大津皇子論」を11月、翌1939年（昭和14年）2月に「新風の位置――志貴皇子に捧ぐ」を『文藝文化』に発表した。
1939年（昭和14年）3月、植木町に帰郷。4月5日、門司港より中支戦線に出征し、湖南省洞庭湖東部の晏家大山、大橋峯などの山地に従軍した。歩兵少尉軍務の余暇に各論考、日記を書き綴り、11月に『鴎外の方法』を出版。「詩と批評――古今和歌集について」を『文藝文化』に連載発表した（翌年1月まで）。翌1940年（昭和15年）9月28日、戦線の渡河作戦中に右腕前膊貫通銃創を負い、同年12月25日に郷里・植木町に帰還した。

### 三島由紀夫との出逢い
1941年（昭和16年）1月、阿蘇垂玉温泉の山口旅館に滞在し、小説「有心（今ものがたり）」を執筆した。同月に『預言と回想』を刊行。2月に成城高等学校で再び教鞭をとることになった蓮田は単身で上京し、4月に「鴨長明」1回目を『文藝文化』に発表した。6月、創作活動の利便を図るため、家族を連れて東京市世田谷区宇奈根824に居を定め、9月に「森鴎外」を『文藝世紀』に発表した。蓮田は、「狭い借屋住いの中で子供はうるさいから早く寝せろ」（夫人の談話）と、叱りながらも勉学に励んでいた。長男の晶一が風邪で夜中に熱を出し、妻が医者を呼んで来てほしいと頼んでも、それほどの病気でないと判断すると、夜道は物騒だからと、そのまま寸暇を惜しむように原稿書きを続けた。
同年夏、『文藝文化』同人の伊豆・修善寺温泉での編集会議で、清水文雄から学習院中等科の生徒・平岡公威の作品「花ざかりの森」を見せられ、同人らと「天才」の出現を祝った。「三島由紀夫」という筆名を付けられた当時16歳の少年の「花ざかりの森」第1回を掲載した『文藝文化』9月号の編集後記の中で蓮田は、〈この年少の作者は、併し悠久な日本の歴史の請し子である。我々より歳は遙かに少いが、すでに、成熟したものの誕生である〉と紹介して激賞した。蓮田はその後、この作品の出版の手筈にも尽力した。
同年12月8日に、日本軍はアメリカ・イギリスとの全面戦争に突入し、大東亜戦争（太平洋戦争）が始まった。蓮田は『文藝文化』や『文藝世紀』以外の雑誌『新潮』『文學』『現代』『公論』『国文解釈と鑑賞』などにも執筆活動を広げていた。1942年（昭和17年）6月18日、蓮田は日比谷公会堂で開かれた日本文学報国会の発会式で、「古典の精神による皇国文学理念の確立」という記念講演を行なった。蓮田は精力的な執筆活動を見せ、その後『本居宣長』『鴨長明』『神韻の文学』『古事記学抄』『忠誠心とみやび』『花のひもとき』などを刊行していく。
1943年（昭和18年）4月、山本五十六が戦死し、成城高等学校の朝の集会で校長が哀悼の挨拶を述べ黙祷をしている最中、遅れて来た何人かの生徒がゾロゾロと入ってきて、静粛な雰囲気を乱した時には、他の教員や学生部長の誰も叱らないのを見かねた蓮田が、「今日は何だと思っているか」と彼らの頬をピシャっと叩いた。それを見ていた池田勉は、非常に爽やかな対処の仕方だったと回想している。

### 南方戦線に出征
1943年（昭和18年）10月25日、第二次召集が決まり、歩兵第123連隊の小隊長として11月に南方戦線へ出征することになった。蓮田は10月26日、陸軍中尉の軍装と好きな白手袋をし、妻子を連れて宮城前の広場に赴いて皇居を参拝。「皇居を拝してかへるさ」という詩を綴った。
蓮田は妻に玉砂利を拾わせ、3人の子供（晶一13歳、太二7歳、新夫4歳）に形見分けをし、自身も、〈三粒四粒〉の玉砂利を戦地への携帯にした。
その夜、熊本へ向かう大阪駅の車窓で、伊東静雄が出迎え、黄菊を一枝と詩集『春のいそぎ』を献呈し、万歳二唱し深く敬礼して別れた。その前夜10月25日には、『文藝文化』同人らにより送別会が開かれた。蓮田は三島由紀夫に、「日本のあとのことをおまえに託した」と言い遺した。栗山理一は、蓮田が、「あのアメリカの奴め等が…」と何度も激昂を繰り返し、神風連の歌を吟じては憤り、熱涙を流していたと回想している。
同年12月29日、蓮田はインドネシアのジャワ島のスラバヤにて、佐藤春夫と邂逅し、1冊の歌帖（「をらびうた」）を託した。1944年（昭和19年）1月からは、小スンダ列島のスンバ島へ転進し、約1年3か月駐屯した。その間日本では、3月に蓮田の家族が植木町に帰住。『文藝文化』は、雑誌統合要請のため8月をもって通巻70号で終刊となった。最終号に「をらびうた」が発表された。
蓮田はこの頃スンバ島から、小学校2年の二男・太二と、3歳下の三男・新夫宛てに遺書のような便りを送っている。
1945年（昭和20年）3月に昭南島（シンガポール）に進出し、蓮田は、新たに編成された迫撃砲兵一個大隊の中隊長に任命された。熊本歩兵第123連隊隊長は、上海から転属した中条豊馬大佐で、蓮田の上司は連隊副官・鳥越春時大尉であった。連隊本部はマレー半島のジョホールバルの王宮に置かれていた。
蓮田らがシンガポールに入港した直後、蓮田の部下が憲兵と大喧嘩をし、怪我を負わせた事件があった。公務執行妨害として、その部下が軍と師団から処罰されようとした時、部下思いの蓮田は、部下の過失は小隊長の自分に責任があると申し出て、鳥越大尉と一緒に連隊長や師団長、憲兵隊長に詫びに行くことで、その部下の処分が取り下げられたこともあった。

### 敗戦――上官の豹変
1945年（昭和20年）8月15日、日本軍の降伏により終戦の詔書（玉音放送）が昭和天皇よりなされた。しかし不敗を誇る士気旺盛な熊本歩兵部隊は、もしも連合軍により天皇に戦争責任が負わされる場合を危惧し、軍独自の行動として板垣征四郎大将をいただき最後の一兵まで抗戦すべしと意気に燃えていた。
青年将校らの計画は極秘に鳥越大尉により抵抗部隊が編成されつつあった。善明はその抵抗部隊の大隊長に擬せられていた。この不穏な動きを察知した中条豊馬大佐は、抵抗部隊編成を制するため、下士官以上を本部の奥にある山上の新王宮に集め、8月18日に軍旗告別式を決行し、訓示をした。鳥越春時大尉の記憶によると、「敗戦の責任を天皇に帰し、皇軍の前途を誹謗し、日本精神の壊滅を説いた」という。
中条豊馬大佐の軍人らしからぬ、あまりの豹変と変節ぶりに多くの青年将校らは憤ったが、中でも蓮田の激昂は凄まじく、その集会の直後にくずれて膝を床につき、両腕で大隊長・秋岡隆穂大尉の足を抱いて、「大尉長殿！　無念であります」と哭泣した。その上、中条大佐の日頃の言動には不審な所が多かったため、蓮田は中条大佐を国賊と判断した。
蓮田の上官の鳥越大尉は前から、中条大佐へ来る郵便物が「金」某という宛名で来ることを不審に思っていた。しかも中条大佐の出身地が対馬であったことから、朝鮮から渡って来て中条家の養子になった人物ではないかと推理していた。また、中条には日頃からスパイ容疑を受ける言動もあり、側近の者ほど遠ざけ、前線の視察も日本軍隊は相手にせず、もっぱら現地人出迎者の応対に慇懃であったという。
なお、この中条朝鮮人説に関しては、松本健一による中条の遺族への直接取材によれば、中条豊馬は中条家の養子だったのは事実であるが、元の姓は「金」ではなく、「陳」であるという。養子になる以前の名は「陳豊馬」で、大分県宇佐郡（現・宇佐市）高家村の出身であり、朝鮮の出身ではない。豊馬の実父・陳峯吉も養子で、峯吉の元の家は「岡田」である。

### 善明の決意
中条豊馬隊長の訓示を聞いた8月18日、蓮田は中条を斃して自らも「護国の鬼」となって死ぬことを決意した。蓮田は中学2年の時に肋膜炎を患い、昔から早死にすると人に予言されていた。広島文理時代の友人も蓮田の手相を見て、45、6歳か50歳に健康に注意しろと言った。ちょうどその頃、蓮田自身もそう予感していた。微熱があり病院でレントゲンを撮った蓮田は、肺門リンパ腺に病変があることを知り、その帰り道に歩きながら〈暗涙〉を飲んだこともあった。
蓮田は、家伝の名刀を所持していた。その日本刀は「加藤清正陣中ニ於テ働キノ太刀」という由緒あるものであった。10年前に広島県の福山歩兵第41連隊付だった相沢三郎中佐が白昼堂々と軍務局長・永田鉄山を日本刀で斬殺したように（相沢事件）、自身も日本刀を使いたいと蓮田は考えたが、自分には剣道の腕前がないことを考え、確実な手段の拳銃を使うことにした。蓮田は、宮城前広場から携えて来た〈さゞれ石〉のような小球体の弾丸を数弾込めた（出典では実際に〈さゞれ石〉が弾丸として使用されたとされる記載もあり）。
8月19日の早朝7時半頃、蓮田は胸に略綬を付け、拳銃と双眼鏡のベルトを交叉させて背嚢を負った完全軍装に純白の手袋をして、鳥越大尉の副官室を訪れた。「話がある」と蓮田は副官に言ったが、手榴弾の自決者が2名出たため、鳥越副官は急いでオートバイでその後始末に向い、部屋に戻ったのは11時半すぎであった。その時、蓮田はまだ副官室にいた。目撃者によると、蓮田は、鳥越副官が外出している間、連隊長室に行っていたらしく、長時間に亘り中条連隊長を強く諌めていたのだろうと功績係の後藤包軍曹は推測していた。
その後、鳥越の副官室で4名の幹部士官（河村大尉、田中大尉、高木大尉、塚本少尉）も加わり、計6名で昼食会となったが、蓮田はそこでも、高木大尉と日本の将来について議論となった。高木大尉は中条連隊長の肩を持ち、これからの日本で誰が一番偉いか子供に聞けば、ルーズベルトや蔣介石の名を出ると言い、天皇と答える者はいなくなると投げやりな態度をとった。
蓮田は、「そんな莫迦なことは断じてない。日本が続くかぎり、日本民族が存続するかぎり、天皇が最高であり、誰が教えなくとも、日本の子供であるかぎり、天皇を至尊と讃える」と激しく反論するが、高木大尉は、敗けてそんなことを言っても無駄だとし、「あんたの単なる理想」だと軽くうけ流した。蓮田は高木大尉に食い下がり、「敗けたからこそ、なお必要ではないか！」と叫び、2人の議論は噛み合わなかった。
その後、田中大尉が「飯がまずくなる」と論争を止めて、会食は終った。

### 上官を射殺――自決
前線に飛行機を飛ばして来た閑院宮春仁王から終戦の正式な聖旨の伝達があり、午後からは、熊本連隊も所属する第19軍の軍旗を一括して昭南神社で奉焼する予定となっていた。鳥越副官は、「あんたは今すこし私の部屋で遊んでいて下さい。例のこと（抵抗部隊の話）で相談がある」と蓮田に言い残して、軍旗室へ行った。
中条豊馬大佐は、軍旗を納めた箱を持った塚本少尉を従えながら、連隊本部の玄関を出た。中条豊馬大佐が、待機していた車に乗り込もうとすると、副官室の窓外の死角で待ち伏せていた蓮田が、黒田軍曹の背後から踊り出てきた。蓮田は「国賊！」と叫び、拳銃を2弾連発し、中条豊馬大佐を射殺した。
「つかまえろッ！」という河村大尉の怒号の中、蓮田は築山を目指して走り、自らの右こめかみに銃口を当て引き金を引くが不発となった。黒田軍曹がすっ飛んで行って制止すれば自殺を防げそうだったが、黒田軍曹はあえてそれをしなかった。知性の高い蓮田が上下関係の箇条を犯してまで敢行した所業には、それ相当の覚悟と理由があったに違いないと黒田軍曹は咄嗟に判断し、もしも築山で文書焼却作業をしている兵士たちが蓮田の自決を止めようとしたら、逆にそれを抑えようと考えた。
蓮田は、追手を制止するか二重装填を解くかの動作の如く、右手を水車のようにグルグル回しながら再び走り、もう一度こめかみに拳銃を当て引き金を引いた。蓮田の身体は一旋回すると、一尺ほど血潮を吹き上げながらねじれて大地に倒れ絶命した（享年41）。
その時、左手に固く握りしめていたものは、〈日本のため、やむにやまれず、奸賊を斬り皇国日本の捨石となる〉という文意の遺歌を書いた1枚の葉書だったと内野中尉は証言している。国に遺した妻子のことを思わぬでもないが、これが自分の行く道だから、という意味のことも書いてあったという。
蓮田の遺体は原隊の梶原隊に移され、戦友たちにより、現地ジョホールバルで荼毘にふされた。同郷の島村肇伍長が蓮田の遺骨や原稿を持って帰国する手筈になっていたが、英国軍が遺骨の持ち帰りを禁止したため、やむなく遺骨はシンガポールのゴム林の中に葬られた。左手に握りしめられていた葉書や、書きためてあった行李いっぱいの原稿類も憲兵隊に持ち去られた。
蓮田が死んだ日は朝から曇りで、夕方から雨が降り出した。本部付の下士官が就寝前に外庭に出ると、玄関前から飛び立つ火の玉があったという。後藤軍曹は、「蓮田中隊長の魂が祖国日本に向かって昇天した」と綴っている。ちょうどその日あたり、植木町にいる敏子夫人が夜、庭の方を眺めていると、阿蘇の方角から両手に抱えるほどの大きさの火の玉が飛んで来た。また、ある日夫人は不思議な夢を見た。それは明け方、ふと気づくと枕元に軍装の夫が佇んでいたので「お帰りなさい」と挨拶すると、蓮田の姿は崩折れるようにその身を沈めて消え、その瞬間に夢から覚めたというものだった。

### 死後――友人らの哀悼
蓮田の死が故郷の家族に報告されたのは翌1946年（昭和21年）6月で、友人らの間に伝わったのは夏だった。蓮田の行動に衝撃を受けた伊東静雄は、飛び去る白いはぐれ雲が「さよなら……さやうなら」と会釈を続けながら「やがて優しくわが視野から遠ざかる」と詠じた詩『夏の終り』を綴った。
しかし富士正晴が復員し戦闘帽と軍服のままで、伊東のいる住吉中学校に行くと、伊東は不愉快そうにし、蓮田のことが話に出ると、「ひとりで死にゃいいのに」と言ったとされる。林富士馬も、蓮田の行動に「腹立たしい」ものを感じ、それを佐藤春夫に伝えていた。
佐藤春夫はそれに対して、「腹立たしいといふ気持も表現も了解されないではありませんが、蓮田君としてはそれより外に方法はなかつた必然の行き方と小生は深い哀悼の感を持ちます。（中略）蓮田君も内地にゐて、もう四五日も生きてゐたらまた何とか考へ方もあつたのではないかとも思ひますが、十五日から二十日までの彼の心事を思ふと悲痛に堪へぬものを感じます」として、雑誌『人間』8月号に哀悼の詩「哭蓮田善明」を寄せた。
この詩は、編集部から印刷所に回され校正刷りまでしたが、GHQの検閲を恐れて上梓されなかった。しかし、佐藤の詩の未発表を惜しんだ編集員の1人が校正刷りを三島由紀夫に送り、三島がこれを清水文雄に送って預けていたので、廃棄されずに今日無事に残ることができた。
1946年（昭和21年）11月17日、午後2時から成城学園の素心寮で「蓮田善明を偲ぶ会」が行なわれた。出席者は、桜井忠温、中河與一、清水文雄、阿部六郎、今田哲夫、栗山理一、池田勉、三島由紀夫 。伊東静雄は誘いを受けていたが、「ひとりの友を失つて、他の多くの友をも遠ざかつてゐたい気持」だとし、戦後は「余生」と考え、「観る」生活を続けることを清水文雄に伝え、偲ぶ会を欠席した。
出席者だけで蓮田の思い出を小冊子にまとめ、蓮田を深く知る版画家・棟方志功の「悲しき飛天」装幀で『おもかげ』という小冊子を発刊した。三島由紀夫は毛筆でしたためた以下の詩を亡き蓮田に献じた。
偲ぶ会の翌日、清水文雄に宛てた絵葉書に三島は、「黄菊のかをる集りで、蓮田さんの霊も共に席をならべていらつしやるやうに感じられ、昔文藝文化同人の集ひを神集ひにたとへた頃のことを懐かしく思ひ返しました。かういふ集りを幾度かかさねながら、文藝文化再興の機を待ちたいと存じますが如何？」と書き送っている。同年11月20日には、郷里・植木町で葬儀が行われた。
1960年（昭和35年）10月19日、蓮田の旧制済々黌中学の級友でのちに熊本商科大学学長となる丸山学らの尽力で故郷・植木町にある田原坂公園に歌碑が建立され、除幕式が行われた。歌碑には、〈ふるさとの　驛におりたち　眺めたる　かの薄紅葉　忘らえなくに〉という蓮田の「をらびうた」の一首が刻まれている。碑には、恩師・斎藤清衛による蓮田の略歴も彫られ、書の最期は以下のように締めくくられている。
1969年（昭和44年）10月25日、中央本線沿線・荻窪の料亭・桃山で25回忌が行われて、普茶料理が出された。その席上、44歳の三島は、「私の唯一の心のよりどころは蓮田さんであって、いまは何ら迷うところもためらうこともない」、「私も蓮田さんのあのころの年齢に達した」と挨拶の辞を述べていたという。またその時、三島により「伊東静雄全集と同じような一巻全集の蓮田善明全集を作ろう」という発案がなされた。

## 人と文学

### 歴史的な土地柄
江藤淳は、晩年の著書『南州残影』の取材で、蓮田の故郷の地・熊本県鹿本郡植木町（現・熊本市北区）の歴史の地・田原坂を訪れ、蓮田が三島由紀夫の才を評価していたことに触れ、2人を西郷隆盛に発する自裁と国士の系譜にあると試論している。
また、植木町の西南には鐙田杵築神社があり、この神社を尊崇していた林桜園は、熊本神風連の師であった。「敬神、尊皇、攘夷」、「神事が本、現事（政治）は末」という林桜園の思想を実践した神風連に関心を持った蓮田が、神風連参謀の一員・石原運四郎の息子で『神風連血涙史』の著者・石原醜男から教えを受け、感銘を記していたことを北影雄幸は紹介している。
妥協を許さなかった性格の蓮田は「興国百首」を連載中の雑誌編集においても、水戸天狗党の盟主・武田耕雲斎の和歌「かなしきて寝ぬる鎧の袖の上におもひぞつもる越のしら雪」を載せることに反対した。武田耕雲斎は尊王攘夷の志士であるため、掲載を拒む大きな理由はないと思われたが、蓮田によれば、耕雲斎は千余りの兵を率いて行軍を続けながら「最後の一戦を避けた」として、いかに寒さと飢えに苦難させられようが、戦いを避けて敵に降伏するなど、武士の為すべきことではないと断じ、耕雲斎の歌の掲載を断乎として拒否した。

### 日本の雅情と浪曼主義
蓮田は先鋭な古今主義者で、今日に生きる自分の切実な問題意識に応えるものとして、〈自然に芸術的秩序を命課する絶対世界〉である古今和歌集を強く押し出した。
死後に刊行された蓮田の小説『有心（今ものがたり）』、または日記『陣中日記』では戦場の体験が描かれている。その内容から戦場は蓮田にとって、死を直視した「末期の眼」を持って生と芸術（文学）の充実を確認させ、昇華させる貴重な舞台であることが見て取れる。蓮田は軍務のあいまを縫って、時間を惜しむようにいつも机に向かい執筆をしていたという。
千坂恭二は、蓮田の自決は突発的な偶然事であり、むしろ第一次応召と第二次応召の間に著された『鴨長明論』の隠遁の思想に、蓮田のありえたかもしれない「戦後」を先行的に見ることが出来ると解釈している。

### 文学の純粋性への希求
1943年（昭和18年）4月8日の日本文学報国会において、石川達三が、国策協力の線に沿って作品活動しなければならないと発言したこと対し、蓮田は、「自分は賛成できない」と石川を一喝し、『古事記』にある須佐之男命のように「青山は枯山と哭き枯らす」ほど壮大な文学、喚び泣きの文学、慟哭の文学を我々は創造しなければならないと力説したと伊藤佐喜雄は回想している。この石川批判の発言により、蓮田は「神がかり」の冠称を付けて呼ばれるようになった。
松本健一は、蓮田が『青春の詩宗――大津皇子論』で、〈今日死ぬことが自分の文化であると知つてゐるかの如くである〉、〈死ぬことが今日の自分の文化だと知つてゐる〉と、自分の運命を感受した大津皇子の精神を説いていることに触れ、それは同じく蓮田が説いた『大伴家持論』で説く〈精神的個我〉の精神と相通じるものであるとし、大勢に同調するような「便乗文学」や「便乗思想」に対して蓮田は批判的であったと解説している。
また松本健一は、蓮田が射殺の標的にしたのは、中条豊馬隊長という人間個人ではなく、中条隊長に象徴される効率的な判断、敗戦後の変わり身の早い変節、寝返りに対するアンチテーゼ的な意味合いであるとし、どちらが善でどちらが悪かといった見方は無意味であり、そこに「美」と「政治」の二者の「根源的対立」の意味を見るべきだと考察している。
さらに、蓮田が絶対純粋性を求めていたことを物語るエピソードがあり、戦争で報道班員として重巡洋艦「鳥海」に 派遣されていた丹羽文雄が海戦の最中、弾が飛んでくる最中でも懸命にメモを取り、戦闘の様子を描いた『海戦』を発表した時、蓮田は、〈本当の戦争〉を見ろと丹羽を非難し、以下のような問題を提起した。
これは、丹羽文雄が忠実に任務を遂行し記録係をしていたわけで、そのために丹羽は名誉の負傷までしていた。しかし蓮田はその丹羽に対し、何故その時おまえは弾運びを手伝わないのかと問いかけた。
この蓮田の丹羽批判について三島由紀夫は、「本当に文学というものは客観主義に徹することができるだろうか、文学者はそういうときにキャメラであるのか、単なる〈もの〉を記録する技術者であるのか、あるいは文学とはそういうときにメモをとることをやめて弾を運ぶことであるか」という「極限状況」における「比喩」として「文学の問題」を蓮田が質問しているのだとし、中村光夫も、蓮田の丹羽批判には全面賛成していないが、蓮田の提起を、非常に大事な「文学の本質論」だと捉えている。
三島は、自身の文学観念に忠実だった丹羽の「シンセリティーを微塵も疑わない」としつつも、総力戦というものは「人間をあらゆるフィールドにおいて機能化してゆくもの」であり、「大砲を撃つ人は大砲、報道班員は文章によって記録あるいは報道し、あるいは軍宣伝のために利用され」、丹羽は近代的総力戦においての任務を果たしているが、「文学というものは絶対そういう機能になりえないもの」だということを信じたいとし、それを証明するためには、蓮田の言うように、その時にメモを取ることを止め、いかに軍人の邪魔になろうとも弾運びをしろ、という結論になると、蓮田の含意を解説している。
そして、蓮田の丹羽批判は、現代の技術社会における文学の立ち位置にも関係する問題であり、文学が、テレビと同じように大衆の求める娯楽の機能になること、「技術的によくできたおもしろい小説」や「中間小説化」し、文学が「しらずしらず」に社会の要求する一つの機能となる「文学の機能化」、「芸術至上主義が機能化する惨状」が起こり、この危険を回避するためには、「あるとき自分の機能から絶対に離れたところ」で行動してみる必要性があると三島は説明し、蓮田が比喩した〈弾丸運び〉だけが、「文学」だという状況が来るかもしれないと、真の純粋な「文学」がなすべきことについて考察している。
1949年頃に保田與重郎に熱中していたために、年長の友人に蓮田の『神韻の文学』『花のひもとき』を勧められたドイツ文学者の川村二郎は、蓮田について、保田のイロニー的批評とは異なり、保田が「イロニーを知らぬ清らかな詩人」と呼んだヘルダーリンのような、狂おしげなまでに純粋一途の詩人の面目があったとの言葉を残している。
文芸評論家の磯田光一は、永井荷風においては、国家や民族への絶望が愛国のネガティブな表現であったと論じた蓮田の荷風論と『鴎外の方法』を高く評価し、「イデオロギーのフィルターをはずして、蓮田の文業をみるとき、彼の夢が絶望と紙ひとえのものであったという、もうひとつの屈折がみえるであろう。」と述べている。

## 教育者としての蓮田
蓮田善明は教育者としても峻烈で独特の厳しい面を持ち、山本五十六が戦死した際、朝の集会で皆が黙祷をしている最中に、何人かの生徒がゾロゾロと平気で遅れて入って来た時に、彼らの頬を次々と叩いたというエピソードはよく知られているが、蓮田は他にも多くの逸話があり、生徒が教科書にカバーを付けることを禁じていた。
当時は教科書を大事にし、汚すまいという心掛けから表紙にカバーを付けるのは普通のことであったが、蓮田は、それを「敬虔なようで実はけちくさい心理である」と見抜き、カバーを付ける行為は一見、教科書をきれいに丁寧に扱うようではあるが、実は「教科書の本質を否定するもの」と蓮田は断じた。
教科書の本質とは、「その内容をいかに理解するか」であるゆえに、蓮田は生徒らに、〈すべからく教科書は汚すべし。書きこみで一杯にして汚すべし。年度末にはズタズタになるほど汚して、その内容をわが物にせよ〉と訓示をした。

## 蓮田善明と三島由紀夫

### 三島の蓮田観
蓮田善明は16歳の三島由紀夫の出現を〈悠久な日本の歴史の請し子〉〈われわれ自身の年少者〉と祝福し、〈悉皆国文学の中から語りいでられ霊のやうなひと〉と紹介するなど、三島は「親炙」した蓮田から、「やさしさのみを享け」、その印象は「薩摩訛りの、やさしい目をした、しかし激越な慷慨家」であった。
そして蓮田の説く鋭く犀利な〈皇国思想〉〈やまとごころ〉〈みやび〉に三島は強い共感を持ち、「敗戦と共に自決によつてその思想を貫き通した」人物として三島の中に刻まれ、蓮田の実践的死生観は三島の生涯に強い影響を与えた。蓮田が2度目の召集の際、まだ若かった三島に「日本のあとのこと」を託したとされ、蓮田から託された「大事なもの」は、歳を重ねるごとに三島の中により強く復活してくることになった。
小高根二郎の雑誌『果樹園』に1959年（昭和34年）8月から1968年（昭和43年）11月まで断続連載されていた「蓮田善明とその死」を毎号進呈されていた三島は、その感想を小高根に送っていたが、最終回を読んだ後に、蓮田の「立派な最期」を羨ましいと述べている。
そして小高根の『蓮田善明とその死』が刊行される際には序文として、蓮田の『青春の詩宗――大津皇子論』の一節、〈予はかかる時代の人は若くして死なねばならないのではないかと思ふ。……然うして死ぬことが今日の自分の文化だと知つてゐる〉を引きながら、「この蓮田氏の書いた数行は、今も私の心にこびりついて離れない。死ぬことが文化だ、といふ考への、或る時代の青年の心を襲つた稲妻のやうな美しさから、今日なほ私がのがれることができないのは、多分、自分がそのやうにして〈文化〉を創る人間になり得なかつたといふ千年の憾（うら）みに拠る」として、蓮田の「怒り」の本質について以下のように考察している。

### 蓮田から三島へ連なる美学
三島が17歳の時に「伊勢物語のこと」を掲載していた『文藝文化』昭和17年11月号に、蓮田は、「神風連のこころ」と題した一文を掲載していたが、これは、熊本済々黌の数年先輩にあたる森本忠著の『神風連のこころ』（国民評論社、1942年）の書評であった。三島は後年1966年（昭和41年）8月に神風連の地・熊本を訪れた際、森本忠（熊本商科大学教授）や未亡人の蓮田敏子夫人と料亭「おく村」で面会している。
三島没後に行なわれた池田勉・栗山理一・塚本康彦の鼎談の中で、栗山理一は、蓮田の「雅び」（天皇観）について以下のように語っている。
そして塚本康彦が、三島や保田與重郎の天皇観と、蓮田の天皇観とは違うのではないかと話をふると、栗山理一は、自身も三島と保田に近い立場だとし、池田勉は、「（保田や三島の天皇観は）観念的であり、傍観者の立場」で、蓮田については、「天皇の宮居の花守になるとか、御垣を守るとかいうふうな、ああいう国学者の純粋さを蓮田ははっきり持っておったと思うんですがね。これがやっぱり彼の生まれた火の国の激情というものだし、詩人の純粋さじゃないかと思うんです」と述べている。さらに塚本が、「三島は、蓮田さんの死をダシにして己れの想念を述べていたようなふしがある」とふると、栗山理一は、「（三島には）勝義の自己劇化があると思うんです。三島らしい非常に計算された生き方であって、それはそれなりに評価しなきゃならない」としている。
なお、池田勉は別の評論文の中で、蓮田の『神韻の文学』から「雲の意匠」のところを引用し、「〈雲――この形定まらず、あくまで定型や定律を否定しつづける雲も、ただ形式以前のつかみどころのない茫漠でなく、生命の根元の非常に美しいものをあらわしていると私には信じられてならなかった。……〉　蓮田の魂が想い描き、やがて昇り還っていった、雲の意匠による神話的世界を、三島もはやくから悲願として、心通わせるところのあったことが明らかであろう」と述べている
栗山理一も、他の一文の中で、古今集をよしとする三島が、林富士馬と1944年（昭和19年）に激しく論争したことを回想し、以下のように語っている。
松本徹は、三島をめぐる保田與重郎と蓮田善明について、明確に異なる立場に立っているとし、三島が、保田ではなく蓮田の方に「結縁」したという見解を持っている。
また松本徹は、三島と蓮田の主張の間には、ほとんど「径庭」（隔たり）がないとし、2人とも、「文学は、自然そのもの、また作者自身の自然的感情なり体験を語るものでなく、世界をおおっている文化秩序にあずかるところに、成立するものだ、という基本的態度を、わが国の王朝文化を踏まえて、徹底的に貫いている」と論じている。そして、三島に強い影響を与えた文学者として3人挙げ、「第一に指を屈すべきは蓮田善明である。ついで伊東静雄であり、もう一人は、焼跡で出合った林房雄であろうか」とし、「蓮田は少年期と晩年の三島にとって、優しい父親の役割を果たした」と考察している。
大久保典夫は、蓮田の文学を、「戦争による日本の国土と人心の荒廃におよそ蚕食されることを知らぬ超現実の絶対理念を志向した文学」だとし、蓮田の内部には「他者」はなく、その点において、自己の内部に「“明察”者という他者」が潜んでいた三島との決定的な違いがあり、三島は自身の中の「他者」を知悉すると同時に「純日本製の“絹”」、「純粋の武人」であった蓮田に憧れていたと考察し、大久保自身が雑誌『批評』同人として三島と接した経験から、三島が蓮田の全集を出したがっていた「切実な気持ち」が推察できたという。
また大久保は、小高根の著書の中で考察されている蓮田と三島の少年時代に共通する「“如何に死すべきか”で想定した結論から、逆にこれから生きてゆく軌跡を帰納しようという徹底した悟達ぶり」に触れ、2人の「早熟な天才」の間に感応があり、「三十八歳の蓮田が十七歳の三島氏におのれの十七歳を回想したように晩年の三島由紀夫も蓮田の享年に近づいてはじめて蓮田の憂国の至情を共有した」とし、三島の『檄』の中の「共に起って義のために共に死」のうという呼びかけには、蓮田の説く「死は文化である」という思想があり、それはそのまま2人の「天皇観」に繋がると述べている。
そして、三島が「はげしい右翼イデオローグの汚名を着た」と形容した蓮田文学と、保田與重郎との違いは「古典観」で、三島は保田ではなく蓮田の「直系」だと考察しながら、以下のように解説している。
日本浪曼派の作家だった伊藤佐喜雄は、「三島由紀夫は蓮田善明に倣いたいと希った」とし、「南方ジョホールバルでの蓮田さんのはげしい行動と死――その事実の闡明が『コギト』の小高根二郎によってなされたとき、三島君は自分自身の行動と死を決定したにちがいない」と語っている。福島鑄郎は、蓮田と三島の繋がりの意味について以下のように考察している。
松本健一は、21歳の三島が亡き蓮田に献げた詩の中で、蓮田が隠れた（死んだ）「靉靆の雲を慕ひ」、戦後の時代を「塵土」に喩え、自分はその「塵土に埋れんとす」と詠んだことに着目しながら、戦後に三島が日本浪曼派を客観視する姿勢を見せながら、「仮面」の生として戦後の時代を生きていたが、その間にも、「三島の心の奥底に蓮田善明は悉く生きていた」とし、1959年（昭和34年）から連載開始された小高根の蓮田伝を読むにつれ、三島の中でその想いが蘇り、「みずからの精神の内部における蓮田善明のもつ意味について問い詰めざるをえなかった」と解説している。
新潮社の編集担当者だった小島千加子は、三島から直接『天人五衰』の原稿を手渡された「最後の日となった10月の締切日」における、蓮田にまつわる三島とのエピソードを綴っている。小島が昼食を三島邸で一緒に摂ってから帰る時、出掛ける用事のある三島と他社（教文社）の編集者と共に玄関から門のハイヤーまでの道すがら、三島と2人だけで佇んだしばらくの間、「このごろになって、ようやく蓮田善明の気持ちが分かってきたよ。善明が何を言わんとしていたのかって。善明は、当時のインテリ、知識人に、本当に絶望していたんだ」と話す三島の様子に一瞬、軍装姿のような幻影が見えたと語っている。
山内由紀人は、三島が自決の4か月前に書いたエッセイ『果たし得てゐない約束―私の中の二十五年』の「約束」の意味は、蓮田との「黙契」を意味しているのではないかとしている。

## 文学碑
1960年（昭和35年）に三島由紀夫ら発起人により、故郷の熊本県熊本市植木町田原坂公園に「蓮田善明文学碑」が建てられた。歌碑の表面には、1度目の出征時の戦場で故郷を思いつつ詠んだ歌、「ふるさとの 驛におりたち 眺めたる かの薄紅葉 忘らえなくに」が刻まれている。

## 家族・親族
父・蓮田慈善（住職）
1851年頃生 - 1938年（昭和13年）2月1日没
熊本県鹿本郡植木町14（現・熊本市北区）の浄土真宗大谷派本願寺末寺の金蓮寺住職。没年齢87歳。加藤清正が陣中で使用した日本刀を家宝としていた。
母・フジ
1870年頃生 - 1938年（昭和13年）11月12日没
善明が第一次召集で1938年（昭和13年）10月20日に熊本歩兵第13連隊に入隊するに先立って挨拶すると、病床に伏せっていたフジは娘（蓮田の姉）に起こしてもらい、気丈にも「お前の召集はうれしい。誰か出てくれなければならないと思つたのでうれしい。涙をみせまいと思つてゐたがこれはうれし涙バイ。もし生きて帰れたら又会ひたいが、それもどうなるか分らぬが、覚悟してゐる、国のために身体を惜しまずはたらいてくれ、これがわたしの願ひ、しつかり働いてくんなはり」と明るく静かに言い、その約1か月後に68歳で死去した。
兄・為明
生年月日没年不詳
兄・道明
生年月日没年不詳
姉・キク
生年月日没年不詳
姉・文子
生年月日没年不詳
妻・敏子
1908年（明治41年）頃生 - 没年不詳
旧姓は師井。蓮田善明と同郷で4歳年下。父親の師井淳吾は医師で、蓮田の家・金蓮寺から3軒目くらいのところに開業していた。師井淳吾は早くに両親を亡くし、数え年18歳で医師免許国家試験を受け合格。熊本で開業し、敏子が4歳の時に植木町に赴任した。
小学校1年生の時、5年生だった善明が遠足で熊蜂に刺されて、師井医師から針を取ってもらっていたのを敏子は記憶している。
1928年（昭和3年）6月に蓮田と結婚。三男（晶一、太二、新夫）を儲ける。蓮田の死後は軍人恩給や一時賜金も出なかったため、苦しい生活だった。それを見かねた桜井忠温が直接、市ヶ谷の援護局に2度出向いて交渉したが、全く聞き入れられなかったという。
三島由紀夫の死後に、同郷の知人が三島宅を訪問したところ、瑤子未亡人から「熊本の人は嫌いです」と言われてしまったという。
長男・晶一（医師）
1930年（昭和5年）2月20日生 -  - 2016年（平成28年）8月没
長野県諏訪市湖柳町で誕生。
燈火管制が厳しくなった戦時中の小学生の時に、肺門リンパ腺結核で3か月ほど学校を休んでいたが、ある日微熱しかなかったため防空壕作りに励んだら、帰宅した蓮田からひどく叱られたという。
済々黌高等学校、1956年（昭和31年）に九州大学医学部卒業。医学博士となる。
1979年（昭和54年）6月、九州中央病院外科部長から熊本市の医療法人聖粒会慈恵病院に着任し病院長に就任。のち名誉院長となる。
次男・太二（医師）
1936年（昭和11年）1月23日生 – 2020年（令和2年）10月25日没。
台湾台中市村上町で誕生。
済々黌高等学校、1962年（昭和37年）に熊本大学医学部卒業。医学博士となる。熊本大学産婦人科教室の研究員を経て、1969年（昭和44年）2月から社会福祉法人聖母会・琵琶崎聖母慈恵病院に勤務。1971年（昭和46年）4月に病院長に就任。
1978年（昭和53年）4月に医療法人聖粒会慈恵病院を設立し、理事長に就任。
2006年（平成18年）12月、「こうのとりのゆりかご」の設置を熊本市に申請。翌2007年（平成19年）4月に許可を取得し、5月より実践開始。2011年からは院長も兼任。
カトリック島崎教会信徒。
2020年（令和2年）10月25日死去。
三男・新夫（エンジニア ）
1939年（昭和14年）10月13日生 –
熊本県鹿本郡植木町で誕生。
北海道大学を卒業し、大阪府で奉職する

## 略年譜
| 1904年（明治37年） 0000000000000000 | 7月28日に熊本県鹿本郡植木町14（現・熊本市北区）の浄土真宗大谷派本願寺末寺の金蓮寺住職の父・蓮田慈善と、母・フジの三男として誕生。為明、道明、キク、文子の二兄・二姉がいた。 |
| 1917年（大正6年）                   | 12 - 13歳。3月に植木尋常小学校を卒業。4月に熊本県立中学済々黌（現・熊本県立済々黌高等学校）に入学。級友・丸山學らと回覧雑誌『護謨樹（ゴムノキ）』を作り、短歌・俳句・詩を発表。 |
| 1918年（大正7年）                   | 13 - 14歳。9月から翌年3月まで肋膜炎のため休学。 |
| 1923年（大正12年）                  | 18 - 19歳。3月に熊本県立中学済々黌を卒業。4月に広島高等師範学校（現・広島大学教育学部）文科第一部（国語漢文専攻）に入学。斎藤清衛教授から強い影響を受ける。校友会誌『曠野』の編集に携わり、詩や小説、評論などを発表し、文名を謳われる。後輩の清水文雄、栗山理一、池田勉と知り合う。 |
| 1927年（昭和2年）                   | 22 - 23歳。3月に広島高等師範学校を卒業。4月に鹿児島歩兵第45連隊に幹部候補生として入隊。 |
| 1928年（昭和3年）                   | 23 - 24歳。1月31日に歩兵第45連隊を除隊。4月に岐阜県立第二中学校（現・岐阜県立加納高等学校）の国語教員として赴任。6月に郷里・植木町の医師・師井淳吾の娘・敏子と結婚。 |
| 1929年（昭和4年）                   | 24 - 25歳。4月に長野県立諏訪中学校（現・長野県諏訪清陵高等学校）に転任。妻と共に諏訪市湖柳町に居住。 |
| 1930年（昭和5年）                   | 25 - 26歳。2月20日に長男・晶一が誕生。 |
| 1931年（昭和6年）                   | 26 - 27歳。2月と3月に「国語教育に於ける多読主義」（上・下）を『国語と国文学』に発表。 |
| 1932年（昭和7年）                   | 27 - 28歳。3月に長野県立諏訪中学校を退職。4月に広島文理科大学（現・広島大学の文学部、教育学部、理学部の構成母体）国語国文学科に入学。 |
| 1933年（昭和8年）                   | 28 - 29歳。9月に清水文雄、栗山理一、池田勉と共に同人研究紀要『国文学試論』を春陽堂から発行。評論活動に勤しむ。 |
| 1935年（昭和10年）                  | 30 - 31歳。3月に広島文理科大学を卒業。4月に台中商業学校に赴任。妻子と共に台湾台中市村上町に居住。 |
| 1936年（昭和11年）                  | 31 - 32歳。1月23日に二男・太二が誕生。8月2日に大阪府堺市の栗山理一宅にて初めて伊東静雄と逢う。 |
| 1938年（昭和13年）                  | 33 - 34歳。2月1日に父・慈善が死去（没年齢87歳）。4月に成城高等学校（現・成城大学）に転任。妻子と共に東京市世田谷区祖師谷2丁目に居住。清水文雄、栗山理一、池田勉と共に「日本文学の会」を結成。7月に同人月刊誌『文藝文化』を創刊。「伊勢物語の『まどひ』」を創刊号に発表。28日から4日間、高野山で「日本文学講筵」を開催。10月20日に熊本歩兵第13連隊に入隊。11月に「青春の詩宗――大津皇子論」を発表。11月12日に母・フジ死去（没年齢68歳）。 |
| 1939年（昭和14年）                  | 34 - 35歳。2月に「新風の位置――志貴皇子に捧ぐ」を発表。3月に妻子が植木町に帰住。4月5日に門司港から中支戦線に出征。湖南省洞庭湖東部の晏家大山、大橋峯などの山地に従軍。10月13日に三男・新夫が誕生。11月に『鴎外の方法』を刊行。同月から「詩と批評――古今和歌集について」を『文藝文化』に連載（翌年1月まで）。 |
| 1940年（昭和15年）                  | 35 - 36歳。5月に「預言と回想」を発表。9月28日に渡河作戦で右腕前膊貫通銃創を負う。12月25日に熊本に帰還。 |
| 1941年（昭和16年）                  | 36 - 37歳。1月に阿蘇垂玉温泉の山口旅館に滞在、小説「有心（今ものがたり）」の筆を執る。同月に『預言と回想』を刊行。2月に単身上京。4月から「鴨長明」を連載（12月まで）。6月に家族を迎え、東京市世田谷区宇奈根824に居住。8月初旬に伊豆・修善寺温泉での『文藝文化』同人編集会議で、学習院中等科の生徒・平岡公威の小説「花ざかりの森」の同誌連載を決定。9月に「森鴎外」を『文藝世紀』に発表。                                                |
| 1942年（昭和17年）                  | 37 - 38歳。6月18日に日比谷公会堂での日本文学報国会の発会式で記念講演を行なう。各誌で旺盛な執筆活動を見せる。 |
| 1943年（昭和18年）                  | 38 - 39歳。4月に『本居宣長』、9月に『鴨長明』、10月に『神韻の文学』を刊行。10月25日に第二次召集が決定、翌26日に妻子と共に宮城前広場で皇居を拝礼。29日に熊本歩兵第123連隊に入隊。11月1日に門司港から南方戦線に出征。インドネシアのジャワ島のスラバヤに従軍。12月に『古事記学抄』を刊行。 |
| 1944年（昭和19年）                  | 39 - 40歳。1月2日に小スンダ列島のスンバ島に上陸し、約1年3か月駐屯。日本にいる妻子は3月に植木町に帰住。6月に『忠誠心とみやび』を刊行。8月に『文藝文化』が雑誌統合要請のため通巻70号で終刊。最終号に「をらびうた」を発表。10月に『花のひもとき』を刊行。 |
| 1945年（昭和20年）                  | 40 - 41歳。3月にシンガポールに転進。マレー半島に移り、新たに編成された迫撃砲兵一個大隊の中隊長に就任。8月15日に敗戦の玉音放送を聞く。8月18日にジョホールバルの連隊本部奥の新王宮で行われた終戦詔書の奉読式・軍旗告別式に参列。「日本精神の壊滅」を説いた隊長の訓示に憤る。8月19日に本部玄関前において、連隊長・中条豊馬大佐を射殺し自決（享年41）。                                                                                     |

## 作品
- 国語教育に於ける多読主義（国語と国文学 1931年2月号-3月号）
- 「品詞」の概念――付「単語」の概念（国語と国文学 1932年9月号）
- 真福寺本古事記書写の研究（国文学試論 第1輯 1933年9月）
- 岡崎義恵氏の歩みについて（国文学試論批評篇 第1輯 1933年12月） - 共同執筆
- 古事記の文学史学的考察序説（国文学試論 第2輯 1934年6月）
- 日本文芸史理論（国文学試論 第3輯 1935年12月）
- 古事記の立場――フルコトから日本書紀への過渡（国語と国文学 1936年2月号）
- 斎藤清衛先生に捧ぐ（国文学試論批評篇 第2輯 1936年8月） - 共同執筆
- 宇津保物語特有の「しむ」に就いて（国文学攷 第2巻第2輯 1936年9月）
- ふるさと（伝統1936年10月） - 詩
- 釈日本紀撰述年代新考（国語と国文学 1937年6月）
- 大鏡（国文学試論第四輯 1937年7月）
- 本居宣長に於ける「おほやけ」の精神（国文学試論 第5輯 1938年6月号）
- 伊勢物語の「まどひ」（文藝文化 1938年7月創刊号）
- 藤田徳太郎氏「国学の理想」（文藝文化 1938年7月創刊号）
- モールス先生「その日その日」（文藝文化 1938年8月号）
- 日本神話の構想に関する二三の準備的考察（国文学攷 第4巻第1輯1938年9月）
- 万葉末季の人（文藝文化 1938年9月号）
- 学のために（文藝文化 1938年10月号）
- 青春の詩宗――大津皇子論（文藝文化 1938年11月号）
- 菊など（文藝文化 1939年1月号） - 随筆
- 新風の位置――志貴皇子に捧ぐ（文藝文化 1939年2月号）
- 託摩野雑信（文藝文化 1939年3月号） - 随筆
- 小さい歌帖（文藝文化 1939年5月号） - 随筆
- 詩のための雑感（文藝文化 1939年6月号）
- 通信紙随筆（文藝文化 1939年7月号）
- 恋のらくがき（文藝文化 1939年8月号） - 戦地随筆
- 日本知性の構想（文藝世紀 1939年10月号-12月号）
- 詩と批評――古今和歌集について（文藝文化 1939年11月号-1940年1月号）
- 馬――戦地随想（国文学解釈と鑑賞 1940年1月号）
- 文章（文藝世紀 1940年2月号）
- 山にて（文藝文化 1940年5月号-6月号） - 随筆
- 預言と回想（文藝文化 1940年5月号）
- 「女流日記」に関聯する一問題（文藝文化 1940年10月号）

- 鴨長明（文藝文化 1941年4月号-12月号。7月号は除く）
- 森鷗外（文藝文化 1941年9月号）
- 雲のたたづまひ（文藝世紀 1942年1月号）
- 国学入門（文藝文化 1942年1月号）
- 伝へ――鈴の屋の翁のまなびごと（一）（文藝文化 1942年2月号）
- 回天のいきどほり――鈴の屋の翁のまなびごと（二）（文藝文化 1942年3月号）
- 夢野の鹿（文藝文化 1942年3月号）
- からごころ――鈴の屋の翁のまなびごと（三）（文藝文化 1942年4月号）
- 神男女狂鬼神（文藝世紀 1942年5月号）
- 文学古意（文藝文化 1942年5月号）
- やまとだましひ――鈴の屋の翁のまなびごと（四）（文藝文化 1942年5月号）
- 言向（文藝文化 1942年6月号）
- 羽衣を見る（文藝文化 1942年7月号） - 随想
- 古事記を誦む事（文藝文化 1942年8月号）
- 長唄に関聯して（文藝文化 1942年9月号）
- 国文学史――国文学者のつとめとして（国語と国文学 1942年10月号）
- 宣長自伝に関する一つの質疑（文藝文化 1942年10月号）
- 俊成九十賀（文藝文化 1942年11月号）
- 笈の小文（文藝文化 1942年12月号）
- 天地のはじめの時（文藝世紀 1943年1月号）
- 松坂の一夜の事についての異見（文藝文化 1943年2月号）
- 古事記展――真福寺本古事記書写について（文藝文化 1943年3月号）
- 古言古意（文藝文化 1943年4月号）
- 文学（文藝文化 1943年6月号）
- 忠霊にたてまつる（文藝文化 1943年7月号）
- 樋口一葉（文藝世紀 1943年9月号）
- うた（文藝文化 1943年9月号） - 短歌
- 国学と国文学（国語と国文学 1943年10月号）
- 草の花（文藝文化 1943年10月号）
- みやび（文學 1943年11月号）
- かたくなにみやびたるひと（文藝文化 1943年11月号）
- 皇居を拝してのかへるさ（文藝文化 1943年12月号） - 詩
- 門出に（文藝文化 1944年1月号） - 短歌
- をらびうた（文藝文化 1944年8月号） - 長・短歌
- 有心（今ものがたり）（祖国 1945年6月号） - 小説。執筆は1941年1月。

## 刊行本
- 『現代語訳 古事記』机上社〈古典普及叢書 第1〉、1934年11月。
- 『鷗外の方法』子文書房〈文藝文化叢書 2〉、1939年11月。
- 『預言と回想』子文書房〈文藝文化叢書 10〉、1941年1月。NDLJP:1129863。
- 『神韻の文学』一條書房、1943年10月。NDLJP:1069473。
- 『本居宣長』新潮社〈日本思想家選集〉、1943年4月。
- 『鴨長明』八雲書林〈八雲書林選書〉、1943年9月。NDLJP:1127184。
- 『古事記学抄』子文書房、1943年12月。NDLJP:1041602。
- 『花のひもとき 古文学の栞』河出書房、1944年10月。
- 『忠誠心とみやび』日本放送出版協会〈ラジオ新書 107〉、1944年6月。
- 『陣中日記・をらびうた』古川書房〈古川叢書〉、1976年7月。

## 選集・全集・復刻
- 復刻版『文藝文化』（全7巻、雄松堂出版、1971年6月）。オンデマンド版2007年5月
- 小高根二郎 編『蓮田善明全集』島津書房、1989年4月。ISBN 9784882180081。
- 『林房雄・亀井勝一郎・保田與重郎・蓮田善明集』筑摩書房〈現代日本文学大系61〉、1970年12月。
  - 詩と批評、鴨長明(抄)、神韻の文学(抄)、有心、を収録。資料：小高根二郎「蓮田善明とその死」（1968年9月号-11月号分）、清水文雄編「蓮田善明年譜」。
- 『現代語訳 古事記』古川書房〈古川叢書〉、1979年9月。
- 『有心－今ものがたり』小高根二郎解説、島津書房、1985年8月。
- 『忠誠心とみやび』大空社〈叢書日本人論 39〉、1997年6月。ISBN 9784756804334。
- 『蓮田善明・伊東静雄』新学社〈近代浪漫派文庫35〉、2005年3月。ISBN 9784006022266。
  - 有心（今ものがたり）、森鴎外、養生の文学、雲の意匠 を収録。
- 『現代語訳 古事記』坂本勝解説、岩波書店〈岩波現代文庫〉、2013年9月。ISBN 9784786800931。

## 伝記・研究
- 丸山学「蓮田善明の最期」（日本談義 1958年8月号）- 丸山は、熊本県立中学済々黌時代からの友人。
- 後藤包「故蓮田善明中隊長を偲ぶ」（日本談義 1966年8月号） - 後藤は元連隊付軍曹。
- 小高根二郎『蓮田善明とその死』（筑摩書房、1970年3月。島津書房（改訂版）、1979年8月）- ※ 序文：三島由紀夫
- 松本健一『蓮田善明 日本伝説』（河出書房新社、1990年11月）
- 千坂恭二『思想としてのファシズム──「大東亜戦争」と1968』（彩流社、2015年7月）ISBN 978-4-7791-2143-2
- 奥山文幸編『蓮田善明論　戦時下の国文学者と〈知〉の行方』（翰林書房、2017年9月）
- 井口時男『蓮田善明　戦争と文学』（論創社、2019年1月）
- 村田春樹『三島由紀夫は蓮田善明の後を追った　開かれた皇室への危惧』（展転社、2023年11月）- 蓮田論は第1章